# (464320) 2016 AX107
(464320) 2016 AX107 es un asteroide perteneciente al cinturón de asteroides, descubierto el 30 de diciembre de 2005 por el equipo Spacewatch desde el Observatorio Nacional de Kitt Peak (Arizona, Estados Unidos).